# El Trapiche (Colima)
El Trapiche es una localidad del estado mexicano de Colima. Es parte del municipio de Cuauhtémoc.

## Demografía
| Gráfica de evolución demográfica |
|                                  |

| Censo | Población |
| ----- | --------- |
| 1910  | 614       |
| 1921  | 380       |
| 1930  | 291       |
| 1940  | 336       |
| 1950  | 665       |
| 1960  | 965       |
| 1970  | 1 568     |
| 1980  | 2 271     |
| 1990  | 2 513     |
| 2000  | 2 842     |
| 2010  | 2 851     |
| 2020  | 3 328     |